# اشتیل‌هنت‌گراناته ۲۴
اشتیل‌هنت‌گراناته ۲۴ (به آلمانی: Stielhandgranate 24) نارنجک استاندارد نیروی زمینی آلمان از جنگ جهانی اول تا پایان جنگ جهانی دوم بود.